# Mask Island
Mask Island är en ö i Kanada.   Den ligger i provinsen Ontario, i den sydöstra delen av landet, 150 km väster om huvudstaden Ottawa. Mask Island ligger i sjön Kamaniskeg Lake.
I omgivningarna runt Mask Island växer i huvudsak blandskog. Runt Mask Island är det mycket glesbefolkat, med 5 invånare per kvadratkilometer.